# Fā
Fā fue el 16º y penúltimo emperador de la Dinastía Xia de China. También recibiría el nombre de Houjin (后敬). Durante la celebración inaugural de coronación, todos sus vasallos se juntaron en su palacio, en una gran fiesta. A raíz de ese punto lo único que encontramos en las fuentes sobre su reinado es la enunciación de un cataclismo, un terremoto que ocurrió cerca de la Monte Tai (泰山) en Shandong.
El padre de Fā fue Gāo y el hijo de Fā era Jié.